# 옐미라 시즈디코바
옐미라 아누아르베코브나 시즈디코바(카자흐어: Эльмира Әнуарбекқызы Сыздықова 엘미라 애누아르베크크즈 스즈디코바, 러시아어: Эльмира Ануарбековна Сыздыкова, 1992년 2월 5일~)는 카자흐스탄의 레슬링 선수로 2016년 하계 올림픽에서 여자 라이트헤비급 동메달을 획득했다.